# Супервулкан

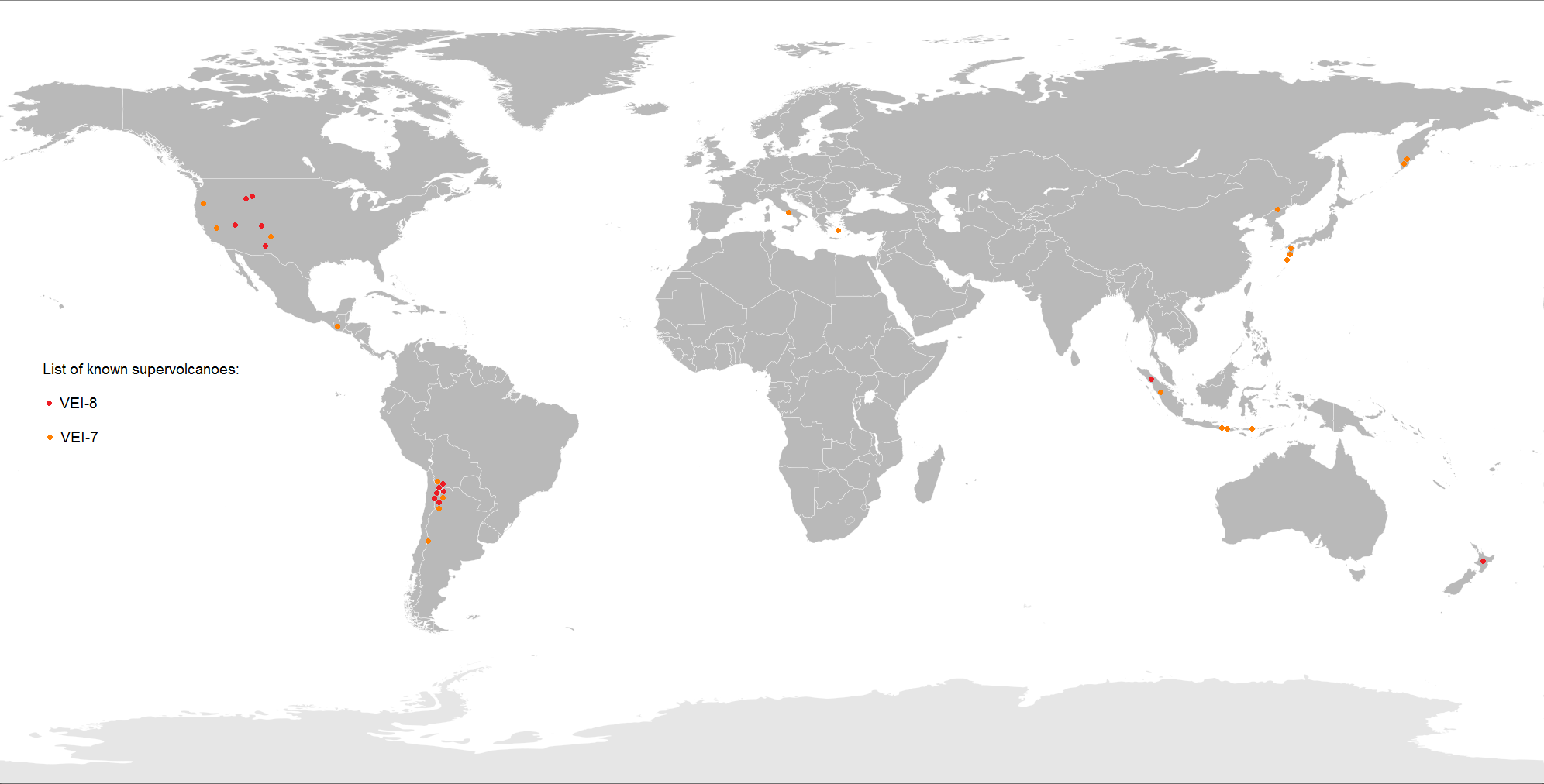
Карта известных супервулканов по всему миру:
Показатель вулканической эксплозивности (VEI) 8
Показатель вулканической эксплозивности (VEI) 7

Супервулкан — вулкан, извержение которого может спровоцировать изменение климата на планете (8 баллов по VEI). На Земле существует около 20 известных науке супервулканов. В среднем извержения происходят раз в 100 000 лет.

## Происхождение термина
Термин «Супервулкан» не является строго научным. Понятие впервые было использовано в 2000 году в научно-популярном документальном телесериале «Горизонт» (Horizon) на телеканале BBC для обозначения очень мощных вулканических извержений. С 2003 года извержения, достигающие 8 баллов по шкале вулканического эксплозивного индекса (VEI), иногда классифицируются вулканологами как «суперизвержения» (магматические провинции и массивные извержения). Понятие «мегакальдера» иногда используется для обозначения очень больших кальдер, подобных кальдере Блэйк-Ривер, находящейся в Абитибском поясе (канадские провинции Онтарио и Квебек). Супервулканы отличаются от обычных стратовулканов отсутствием ясно выраженных конусов. Так, крупнейший из известных и наиболее «созревший» для извержения Йеллоустонский супервулкан, кальдера которого имеет размеры 55×75 км, географически может быть описан как слабо всхолмлённая местность, окружённая горами.

## Примеры

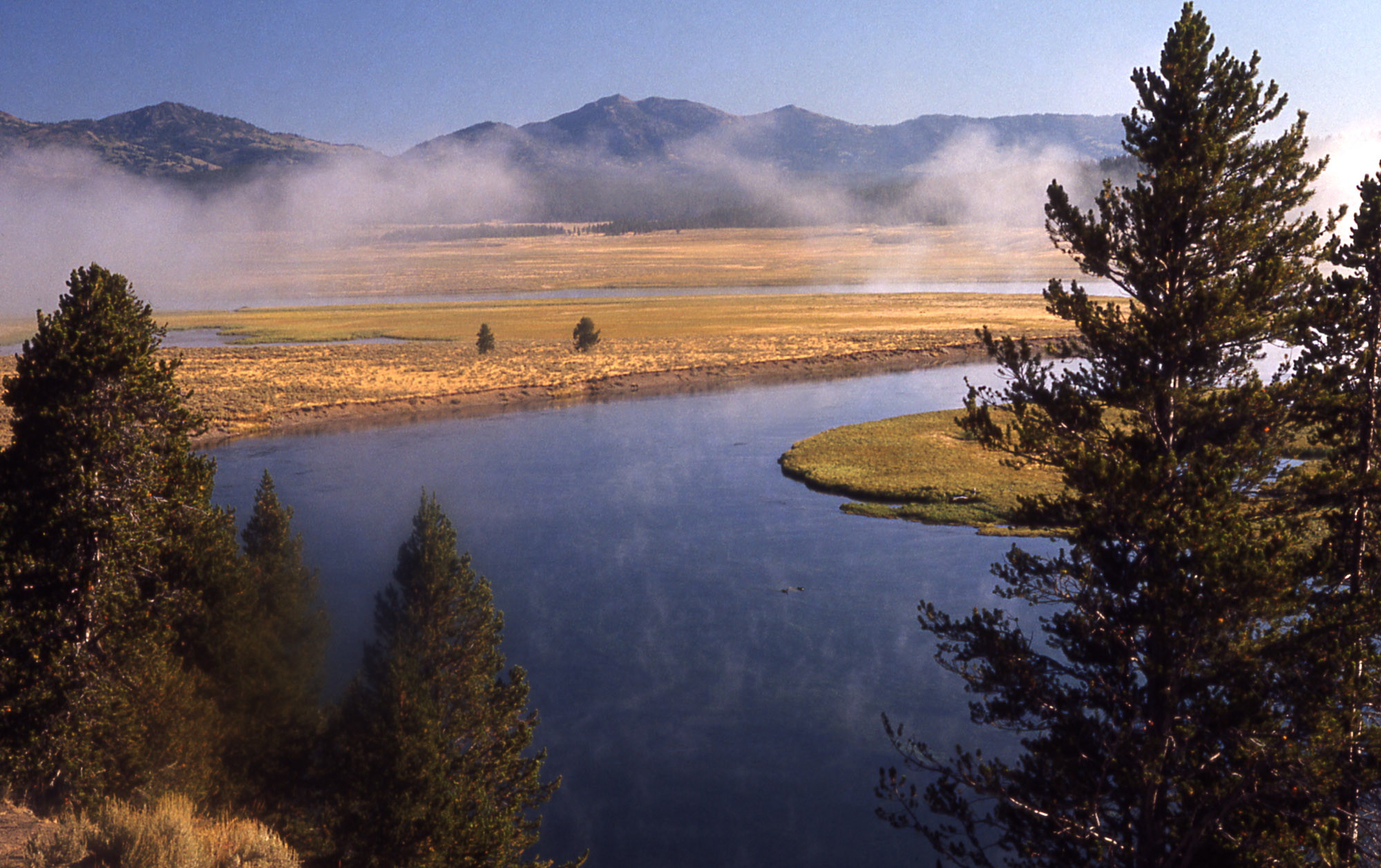
Геотермическая активность в Йеллоустонском парке.

На Земле последнее такое извержение, по данным вулканологов, произошло 27 тысяч лет назад на Северном острове Новой Зеландии. Оно сформировало озеро Таупо. Было выброшено 1170 км3 пепла.
Исследуя потухший вулкан в районе озера Тоба на острове Суматра, геолог Майкл Рампино из Нью-Йоркского университета восстановил картину его катастрофического извержения 73 тыс. лет назад (выброшено было почти 3 тыс. км3 пепла). По его расчётам, из кратера вместе с тучами пыли и пепла было выброшено тогда до трёх миллиардов тонн сернистого ангидрида. В результате губящие растительность сернокислые дожди лились на Землю в течение шести лет (это показали образцы из глубинных слоёв ледяного щита Гренландии). Если добавить к этому пылевые тучи, надолго сокрывшие Солнце, то получается нечто похожее на картину ядерной зимы. Рампино считает, что это «мега-извержение» и явилось причиной зафиксированного антропологами именно в ту эпоху демографического кризиса, когда, как считают учёные, на всей Земле осталось не больше десяти тысяч человек.
Йеллоустонский супервулкан (на территории Йеллоустонского национального парка, США) не извергается уже шестьсот тысяч лет. Установлено, что за последний миллион лет вулкан извергался лишь дважды.
В районе чилийских Анд формируется супервулкан.

## Последствия
Мощность извержений может варьироваться. Однако объём продуктов извержения достаточен, чтобы радикально изменить ландшафт и значительно повлиять на глобальный климат планеты, вызывая катастрофические последствия для жизни (например, вулканическую зиму).
Например, извержение Йеллоустонского супервулкана (произошло около 640 тыс. лет назад), привело, по оценкам, к выбросу в атмосферу более 1000 км³ пыли и лавы. Такого количества материала достаточно, чтобы покрыть крупный город слоем в несколько километров.
Существует мнение, что опасность извержения супервулканов сравнима с ударом астероида: вероятность события мала, но возможны катастрофические последствия.
В зависимости от того, находится супервулкан на суше, или на дне океана, следует ожидать различные климатические последствия в результате его извержения.
Извержение супервулкана на суше будет сопровождаться выбросами в атмосферу огромного количества вулканического пепла и вулканических газов — {\displaystyle {\ce {H2S}}}, {\displaystyle {\ce {SO2}}}, {\displaystyle {\ce {HCl}}}, {\displaystyle {\ce {CO2}}}, {\displaystyle {\ce {CO}}} и др. Отличие извержения супервулкана от извержений рядовых вулканов заключается в том, что основная масса вулканических продуктов представлена не жидкими, текучими лавами, образующими вулканические конусы (Ключевская сопка, Фудзияма, Везувий) и щиты (Килауэа), а тучами горячих газов и «пепла», состоящего из мелких частичек обсидиана. Попавшая в стратосферу пыль и смесь газов создадут слабопроницаемый для солнечного света экран, что изначально приведёт к охлаждению нашей планеты по эффекту «ядерной зимы» на годы и, может быть, на десятилетия. Затем, после осаждения пыли и просветления атмосферы, из-за огромного количества углекислого газа, попавшего в атмосферу при извержении супервулкана, начнёт доминировать парниковый эффект и продолжится нагрев планеты — вулканическая зима сменится вулканическим летом. Извержение супервулкана, расположенного на дне океана, будет сопровождаться мощными цунами, которые могут вызвать обширные разрушения на суше, а также выбросами большого количества водяного пара в атмосферу, что впоследствии (в близкой перспективе) может привести к аномально сильным ливням и обширным локальным суперпотопам на суше. Огромное количество выброшенного супервулканом углекислого газа попадёт в атмосферу и надолго усилит парниковый эффект и нагрев планеты.
Последствия суперизвержения могут стать катастрофическими для континента: взрывное извержение супервулканов приведёт к возникновению супермощных пирокластических потоков — «ураганов» из вулканических газов, камней и пепла, которые покроют территории в тысячи и десятки тысяч квадратных километров, — ни одно живое существо, попавшее в такой поток, не выживает. За пределами этих областей извержение может привести к серьёзным последствиям для сельского хозяйства: покрытие почвы вулканическим пеплом толщиной всего в один сантиметр приведёт к гибели агрокультур. Кислотными дождями суперизвержение приведёт к загрязнению источников водоёмов в ещё большем радиусе вокруг извергающегося супервулкана.
Суперизвержение может быть губительным для всего населения планеты в результате длительного снижения температуры на всей планете, гибели растительности и изменения состава атмосферы.

## Механизм
Экспериментальные исследования, проведённые в 2013 году на ускорительном комплексе в Гренобле (ESRF) показали, что извержения происходят из-за «всплывания» жидкой магмы через земную кору. При «всплывании» с глубины более 10 км происходит резкое расширение магмы, приводящее к взрыву.
Понимание механизма извержений позволяет уточнить методы прогноза. По мнению исследователей, признаком опасности может служить значительное, — на сотни метров, — поднятие поверхности в районе возможного извержения.

## На других планетах
Супервулканы были также замечены на спутнике Юпитера Ио и спутниках Сатурна автоматической межпланетной станцией «Вояджер-2». Однако вулканы за пределами Главного пояса астероидов являются преимущественно криогенными, а не магматическими. Также кратеры супервулканов обнаружены на Марсе.